# Temporada de tufões no Pacífico de 1981
A temporada de tufões no Pacífico de 1981 foi uma temporada ligeiramente acima da média, que produziu 29 tempestades tropicais, 13 tufões e dois tufões intensos. A temporada decorreu ao longo de 1981, embora a maioria dos ciclones tropicais se desenvolva normalmente entre maio e outubro. A primeira tempestade nomeada da temporada, Freda, se desenvolveu em 12 de março, enquanto a tempestade final, Lee, se dissipou em 29 de dezembro. Os ciclones tropicais foram responsáveis por apenas 12 por cento da precipitação em Hong Kong nesta temporada, a menor porcentagem para o protetorado desde 1972.
O escopo deste artigo é limitado ao Oceano Pacífico ao norte do equador entre 100°E e 180º meridiano. No noroeste do Oceano Pacífico, existem duas agências separadas que atribuem nomes a ciclones tropicais, o que geralmente pode resultar em um ciclone com dois nomes. Centro Conjunto de Alerta de Tufão (JTWC) nomeará um ciclone tropical se for considerado que ele tem velocidades de vento sustentadas de 1 minuto de pelo menos 65 km/h (40 mph) em qualquer lugar da bacia, enquanto a Administração de Serviços Atmosféricos, Geofísicos e Astronômicos das Filipinas (PAGASA) atribui nomes a ciclones tropicais que se movem ou se formam como uma depressão tropical em sua área de responsabilidade localizada entre 135°E e 115°E e entre 5°N–25°N, independentemente de um ciclone tropical já ter ocorrido ou não. recebeu um nome do JTWC. Agência Meteorológica do Japão (JMA) também monitora toda a bacia e utiliza a escala de vento sustentado de 10 minutos. Além disso, o JTWC também atribui um número com um sufixo "W" quando um sistema se fortalece em uma depressão tropical.

## Resumo sazonal
A temporada começou com Freda, que se tornou o quarto tufão de março na bacia desde 1959. O sistema passou a oeste da Ilha Wake antes de se dissipar em 17 de março. Gerald se formou em meados de abril perto de uma baixa de nível superior e recurvou a leste de Guam, trazendo fortes chuvas para a ilha. Holly se formou no meio do Oceano Pacífico tropical no final de abril e se dissipou longe da terra em 7 de maio. Ike foi o primeiro sistema a se formar no Mar da China Meridional, vivendo durante a segunda semana de junho antes de recurvar em Taiwan e se tornar um ciclone extratropical. Junho formou-se durante a terceira semana de junho e moveu-se para o leste de Taiwan antes de se aproximar do Japão como um ciclone não tropical. Kelly cruzou as Filipinas em 1 de julho, entrando no Vietnã em 4 de julho. Lynn mudou-se para perto do norte das Filipinas antes de chegar à China continental em 7 de julho. Maury rastreou perto de Taiwan, China e, eventualmente, Vietnã como uma baixa remanescente durante a terceira e quarta semanas de julho. Nina se formou na margem nordeste de Maury, também se movendo para a China continental em 23 de julho, três dias depois de Maury. Ogden mudou-se para o Japão no final de julho, aproximando-se da Coreia no início de agosto.
A depressão tropical 11 formou-se no oeste tropical do Pacífico, dissipando-se bem a leste da Ásia em 2 de agosto. Phyllis se formou e permaneceu a sudeste do Japão em 3 e 4 de agosto. Roy vagou pelo Mar da China Meridional entre 3 e 9 de agosto. Susan mudou-se para o noroeste através do Pacífico ocidental aberto durante a segunda semana de agosto. Thad moveu-se para o norte-nordeste durante seu ciclo de vida, passando pelo Japão em 23 de agosto. Vanessa mudou-se para o nordeste através do Pacífico ocidental aberto em meados de agosto. Warren mudou-se para oeste-noroeste através da ilha de Ainão e do norte do Vietnã durante a terceira semana de agosto. Agnes moveu-se extremamente perto do leste da China antes de se dissipar em 1º de setembro. Bill voltou a sudeste do Japão durante a primeira semana de setembro. Clara mudou-se para oeste-noroeste perto de Lução e para a China continental durante a terceira semana de setembro.
Doyle atravessou o Pacífico central durante a terceira semana de setembro. Elsie voltou ao sul do Japão no início de outubro. Fabian mudou-se para o oeste através das Filipinas para o Vietnã durante a segunda semana de outubro. Gay recurvou perto da costa japonesa nos dias 21 e 22 de outubro. Uma depressão tropical mudou-se para oeste-noroeste no Vietnã em 11 de novembro. Hazen atravessou as Filipinas centrais para a China continental em 23 de novembro. Irma mudou-se para o norte das Filipinas e depois para o sul de Taiwan no final de novembro. Jeff recurvou a leste da Ásia continental no final de novembro. Kit moveu-se erraticamente para o oeste em direção às Filipinas em meados de dezembro. Lee atravessou o centro das Filipinas, dissipando-se pelo Mar da China Meridional em 28 de dezembro.

## Sistemas

### Depressão tropical Atring
Atring foi de duração curta.

### Tufão Freda
Freda foi o primeiro ciclone tropical no Pacífico ocidental em 1981 e o quarto tufão a ocorrer em março desde 1959. A perturbação incipiente ficou quase estacionária perto das Ilhas Gilbert por alguns dias, antes de se deslocar para o noroeste e se intensificar lentamente. Durante a manhã de 11 de março, foi elevado a uma depressão tropical. Ele rastreou ao longo da periferia da cordilheira subtropical com desenvolvimento lento nos dias seguintes. Em 14 de março, a intensificação tornou-se mais rápida e Freda tornou-se um tufão. Passando 120 km oeste da Ilha Wake com ventos máximos sustentados de 190 km/h (100 kn), a ilha sofreu rajadas de vento com força de tufão e ondas até 6 m. À medida que o tufão se movia mais para nordeste, o ciclone enfraqueceu e Freda foi absorvido em 17 de março por outro ciclone extratropical.

### Tempestade tropical severa Gerald
Este ciclone se formou inicialmente em resposta a um ciclone de nível médio a superior a sudeste de Pohnpei em 12 de abril. Tempestades se desenvolveram perto do sistema de nível superior e um padrão de escoamento estava presente nas imagens de satélite, mas uma circulação de superfície não se materializou até 15 de abril. O sistema tornou-se uma depressão tropical naquela noite. A intensificação constante foi observada até por volta do meio-dia de 17 de abril, quando um novo nível superior se formou a leste, induzindo cisalhamento vertical do vento do sul. O enfraquecimento começou enquanto a tempestade estava localizada a cerca de 130 km leste de Guam no final de 18 de abril. Chuvas moderadas a fortes ocorreram na ilha, com 76,2 mm para 127 mm sendo medido. Depois de passar por Guam, a atividade restante da tempestade se desfez, deixando um redemoinho de baixo nível que se moveu para noroeste. O ciclone foi absorvido por um sistema que se aproximava do cinturão principal dos Alísios em 19 de abril.

### Tempestade tropical Holly
Uma ampla área de tempestade se estendeu pelo equador ao redor da Linha Internacional de Data a partir de 21 de abril. Um sistema tropical no hemisfério sul estava interagindo com um sistema forte no cinturão principal dos Alísios. Nessa época, a convecção aumentou ao norte do equador, com uma circulação de baixo nível se formando perto4° N, 169° L na noite de 25 de abril. Ao meio-dia de 29 de abril, havia se tornado uma depressão tropical enquanto continuava a se mover para o oeste. Holly se tornou uma tempestade tropical em 30 de abril e quase se tornou um tufão no final de 1º de maio. O cisalhamento do vento vertical de sudoeste começou a enfraquecer o ciclone a partir de então, fazendo com que Holly se dissipasse sobre o Oceano Pacífico aberto.

### Tempestade tropical severa Ike (Bining)
Este ciclone formou-se no Mar da China Meridional no final da estação de transição das monções. Por volta do meio-dia de 8 de junho, uma ampla área de baixa pressão foi vista a oeste das Filipinas. O cisalhamento moderado do vento nordeste deslocou seu centro de nível médio até 110 km do centro da superfície, o que retardou o desenvolvimento. Ao meio-dia de 9 de junho, Ike se transformou em uma tempestade tropical. Na aproximação mais próxima de Hong Kong, os ventos atingiram 78 km/h (42 kn) em Tate's Cairn.
Uma depressão superior no cinturão principal dos Westerlies se moveu pela Ásia, que virou Ike para o nordeste. A intensificação continuou enquanto acelerava e Ike se tornou um tufão no final de 12 de junho. O ciclone atingiu seu pico de intensidade ao atingir a ilha de Taiwan. Enfraquecendo substancialmente sobre a ilha montanhosa, Ike tentou um leve redesenvolvimento tropical antes de se tornar um ciclone extratropical no final da manhã de 14 de junho. Oito morreram devido a Ike, quatro de Taiwan e quatro das Filipinas.

### Tufão June (Kuring)
Um vale troposférico superior tropical (TUTT) foi localizado sobre o Mar das Filipinas no início de junho. Em resposta, um distúrbio tropical se formou em Palau. Um ciclone superior a nordeste do distúrbio levou ao desenvolvimento do distúrbio. À medida que a célula TUTT se moveu para o noroeste do distúrbio, a intensificação se acelerou e um centro de circulação de baixo nível se formou em 15 de junho a cerca de 320 km ao norte de Palau. Na tarde de 17 de junho, o ciclone havia se tornado uma tempestade tropical. June seguiu para o noroeste em direção a Taiwan e, no final de 19 de junho, atingiu sua intensidade máxima como um tufão. Cerca 75 km sudeste de Taipé, June recurvou para o norte e enfraqueceu gradualmente. Ao se aproximar do Japão, o ciclone se conectou com um limite frontal e se tornou um ciclone extratropical no final de 22 de junho.

### Tempestade tropical severa Kelly (Daling)
Um distúrbio tropical organizado em uma depressão tropical a leste das Filipinas em 28 de junho. Ele seguiu para o oeste, atingindo a tempestade tropical em 30 de junho antes de atingir o centro das Filipinas. Kelly enfraqueceu sobre as ilhas, mas se fortaleceu novamente no Mar da China Meridional, alcançando o status de tufão em 2 de julho. O tufão atingiu o sul da ilha de Ainão em 3 de julho, trazendo rajadas de vento de 100 km/h (54 kn) em Tate's Cairn em Hong Kong. O ciclone então cruzou o Golfo de Tonquim como uma tempestade tropical enfraquecida e atingiu o norte do Vietnã em 4 de julho como uma tempestade tropical com ventos máximos sustentados de 65 km/h (35 kn). Kelly se dissipou no dia seguinte, após causar inundações torrenciais e deslizamentos de terra, resultando em 200 vítimas e deixando milhares de desabrigados.

### Tempestade tropical severa Lynn (Elang)
Na manhã de 27 de junho, uma área de intensa atividade de tempestade foi localizada ao sul de Pohnpei, ao longo de uma porção fraca do cavado de monção. Como a tempestade tropical Kelly levou a algum cisalhamento vertical do vento sobre o sistema, a perturbação demorou a se organizar. Uma área de baixa pressão se formou no final de 29 de junho. No final de 2 de julho, a influência negativa de Kelly na perturbação diminuiu, permitindo um maior desenvolvimento. No início de 3 de julho, o sistema se transformou em uma depressão tropical e, à tarde, Lynn era uma tempestade tropical. Anteriormente movendo-se rapidamente para o oeste, o ciclone desacelerou ao passar pela orla norte das Filipinas. O influxo do Mar da China Meridional levou à convecção com foco no terreno das Filipinas, o que distorceu o padrão convectivo de Lynn. Lynn foi o segundo ciclone tropical em três dias a impactar as Filipinas. O ciclone levou 30 horas para rastrear toda a porção norte do arquipélago.
Demorou até o final de 4 de julho para a tempestade se recuperar de sua interação filipina e reconstruir um nublado denso central e acelerar seu ritmo para o oeste através de Lução. Virando para noroeste através do Mar da China Meridional, o cisalhamento do vento de leste, de leve a moderado, impediu o desenvolvimento de Lynn em um tufão. O ciclone atingiu Chuan-Tao, na China, no início de 7 de julho. Chuvas muito fortes causaram deslizamentos de terra que mataram 22 pessoas e deixaram dezenas de milhares de desabrigados. Em Hong Kong, os ventos atingiram rajadas de 144 km/h (78 kn) em Tai O, e um total de 118,0 mm de chuva foi registrado em Cheung Chau. A severa tempestade tropical Lynn fez com que o observatório de Hong Kong colocasse o sinal do Tufão 8 por 28 horas e 45 minutos.

### Depressão tropical Goring
Goring foi uma depressão que durou dois dias.

### Tempestade tropical severa Maury (Huling)
Na manhã de 14 de julho, imagens de satélite revelaram uma área de convecção de cerca de 205 km norte-noroeste de Yap. No final de 16 de julho, um centro de nível médio se formou em associação com o complexo de tempestades, que se movia para noroeste. Relatórios de navios indicaram que o sistema havia se tornado uma tempestade tropical na manhã de 18 de julho. O cisalhamento do vento vertical do sudoeste atingiu Maury, o que levou à sua inclinação para o nordeste com a altura. No início de 19 de julho, o cisalhamento do vento diminuiu e a estrutura do ciclone melhorou. Ao se aproximar da China, uma forte crista a noroeste desviou a tempestade para um rumo mais oeste, enviando o centro em direção a Taiwan. Este cume também levou a um fraco cisalhamento vertical do vento leste-nordeste, que interrompeu o desenvolvimento. No final de 19 de julho, o centro do ciclone mudou-se para o norte de Taiwan. As fortes chuvas causaram inundações significativas e a perda de 38 vidas. Movendo-se através do Estreito de Formosa como uma tempestade tropical fraca, Maury fez um segundo pouso perto de Fu-Chou, China, na manhã de 20 de julho. Seus restos mortais foram arrastados para o sudoeste por um ciclone superior para sudeste de volta ao Golfo de Tonquim. No final de 23 de julho, o centro de circulação voltou para o norte, perto de Yin-Chou, na China, e se dissipou para o interior no final de 24 de julho. Sua antiga atividade de tempestade separou-se do centro da superfície enquanto ainda estava no mar e moveu-se para o interior perto de Nam Định, Vietnã, antes de se dissipar sobre o Laos no final de 24 de julho.

### Tempestade tropical Nina (Ibiang)
A porção leste da grande massa convectiva de Maury levou à formação de Nina. Foi observado pela primeira vez no final de 20 de julho, a leste de Taiwan. Enquanto se movia para noroeste ao redor do norte de Taiwan no final da manhã de 22 de julho. No final da tarde, formou-se uma superfície baixa com atividade convectiva suficiente para ser designada como depressão tropical. Movendo-se para noroeste a 22 km/h (12 kn), o ciclone tornou-se brevemente uma tempestade tropical antes de quase atingir a terra e enfraquecer novamente em uma depressão tropical. No início da manhã de 23 de julho, seu centro atingiu a costa a noroeste de Hsia-p'u, na China, antes de se dissipar rapidamente em terreno montanhoso no interior.

### Tempestade tropical severa Ogden
Uma área de convecção ativa nos últimos 48 horas levou à formação de uma circulação de baixo nível perto23° N, 151° L no início de 27 de julho. Seguiu-se uma intensificação gradual e o sistema evoluiu para uma depressão tropical naquela noite, uma tempestade tropical em 28 de julho e um tufão em 31 de julho enquanto se movia para oeste-noroeste. O ciclone atingiu o sul de Kyūshū, no Japão, no início de 31 de julho, o que enfraqueceu o ciclone. A tempestade tropical então se moveu para o Mar da China Oriental, que continuou a diminuir. O cisalhamento do vento em níveis superiores cobrou seu preço, levando ao seu enfraquecimento em uma depressão tropical e sua dissipação final no Mar Amarelo ao longo da costa oeste da Coreia.

### Depressão tropical Luming
Luming durou dois dias.

### Tempestade tropical 11W
Tanto a tempestade tropical 11W quanto a tempestade tropical Phyllis foram associadas à mesma característica de escala sinótica, semelhante a Maury e Nina. Em 30 de julho, o cavado de monção estendeu-se das ilhas Marianas do Norte a sudeste em direção a Palau. Duas circulações estavam em extremidades opostas da calha. A tempestade tropical 11W se formou ao norte de Guam no final de 31 de julho. Movendo-se para nordeste, a depressão tropical experimentou cisalhamento vertical do vento à medida que o desenvolvimento do anticiclone superior acelerou mais rápido do que a depressão tropical. Isso levou à dissipação no final da manhã de 2 de agosto.

### Tempestade tropical severa Phyllis
Uma segunda circulação ao longo da monção que gerou a tempestade tropical 11W foi notada ao norte de Palau. No final de 3 de agosto, ela se transformou na tempestade tropical Phyllis. Seguindo para o norte a 20 km/h (11 kn), o ciclone intensificou-se lentamente devido ao cisalhamento vertical do vento de oeste. O aumento do cisalhamento vertical do vento do sudeste e as temperaturas mais baixas da superfície do mar levaram ao declínio de Phyllis no final de 4 de agosto e se dissipou como um ciclone tropical no início de 5 de agosto. Seus restos seguiram para o nordeste, fundindo-se com um ciclone extratropical na costa do Japão. Onze morreram durante Phyllis, com 22 500 pessoas sendo deixadas desabrigadas em todo o Japão.

### Tempestade tropical Roy (Miling)
A perturbação inicial se formou a leste do Vietnã durante os primeiros dias de agosto. Em 2 de agosto, uma circulação de baixo nível estava presente. Movendo-se lentamente para o norte, a área de baixa pressão desenvolveu convecção central. No final de 4 de agosto, o distúrbio se fortaleceu em uma depressão tropical antes de atingir a força da tempestade tropical em 5 de agosto. O cisalhamento oriental começou logo depois, e o centro de circulação de Roy ficou exposto bem a leste da convecção principal. Isso causou seu subsequente enfraquecimento e dissipação antes de chegar à Ilha de Ainão. Os ventos atingiram rajadas de 76 km/h (41 kn) no lado noroeste do aeroporto de Hong Kong.

### Tempestade tropical severa Susan
A monção se estabeleceu bem ao longo de 20 graus de latitude norte. A leste de Phyllis, parte da monção deslocou-se para o leste em direção à Ilha Wake, enquanto a porção oeste moveu-se para o norte com Phyllis. No início de 7 de agosto, um distúrbio tropical foi notado a cerca de 110 km ao norte da Ilha Wake. Durante esse tempo, Wake experimentou ventos fortes e chuvas fortes. O centro de baixo nível ficou exposto por um tempo, embora os vendavais continuassem. No final de 8 de agosto, a convecção na borda da superfície baixa se fortaleceu à medida que o cisalhamento vertical do vento enfraqueceu. Nesse ponto, o centro do vendaval foi considerado um ciclone tropical e recebeu o nome de Susan. A tempestade seguiu para o norte até chegar a 30 graus de latitude norte, antes de virar para noroeste em direção a uma frente fria fraca. No início de 11 de agosto, Susan arrastou ar mais frio e seco por trás da zona frontal, o que levou a uma redução significativa na atividade de tempestades. Uma crista de núcleo quente se formando a nordeste forçou a tempestade em um curso mais oeste-noroeste e, quando uma segunda frente fria se aproximou, Susan recurvou para o limite, tornando-se um ciclone extratropical durante o final da manhã de 13 de agosto

### Depressão tropical Narsing
Narsing foi de duração curta.

### Tufão Thad (Openg)
Uma monção ativa gerou três ciclones tropicais em 48 horas a partir de 16 de agosto. Thad foi o primeiro do trio, notado inicialmente em 10 de agosto próximo18° N, 130° L. Em 15 de agosto, foi testemunhado um escoamento limitado em sua circulação de baixo nível. O sistema se desenvolveu em uma depressão tropical no final de 16 de agosto. Thad moveu-se para o norte e nordeste, tornando-se um tufão no final da manhã de 18 de agosto. Em 22 de agosto, Thad acelerou para o norte entre uma cordilheira subtropical a leste e uma onda curta cada vez mais profunda a oeste, atingindo o leste do Japão com um movimento de avanço próximo a 83 km/h (45 kn). Depois disso, o ciclone passou rapidamente para um ciclone extratropical no final de 23 de agosto. Vinte pessoas morreram durante a passagem de Thad pelo Japão.

### Tempestade tropical severa Vanessa
Este sistema desenvolveu cerca de 110 km ao sul da Ilha Marcus, perto da fusão do vale das monções e um vale de superfície afiada trazido para a região por Susan. A atividade da tempestade aumentou na área em 12 de agosto, o próximo sistema subindo a monção de Thad. Uma vez que o Vanessa se libertou dos vales próximos de baixa pressão, ele perdeu um de seus canais de saída primários e seu movimento para nordeste expôs o sistema ao cinturão principal dos ventos do oeste. Dois dias após a formação de um ciclone tropical, Vanessa já estava sem convecção e em transição para um ciclone extratropical na manhã de 19 de agosto. A circulação da superfície exposta foi rastreada por mais alguns dias, fundindo-se com um sistema de latitude média próximo de 40° N, 165° L na manhã de 21 de agosto.

### Tempestade tropical Warren
A perturbação inicial que levou à formação de Warren formou-se no cavado de monção em 14 de agosto. O forte cisalhamento do vento nordeste interrompeu o desenvolvimento nos próximos dias. Em 17 de agosto, o cisalhamento vertical do vento relaxou e as tempestades aumentaram ao sul do centro. Movendo-se lentamente para o oeste, o sistema tornou-se uma tempestade tropical na tarde de 18 de agosto. Warren rastreou sobre a ilha de Ainão, e no Golfo de Tonquim. A intensificação foi renovada, mas os ventos máximos sustentados estabilizaram em 83 km/h (45 kn). O ciclone fez seu pouso final perto de Nam Định, Vietnã em 20 de agosto e se dissipou rapidamente naquela noite.

### Tufão Agnes (Pining)
Em 23 de agosto, uma bem definida Crista Tropical Superior Troposférica moveu-se para o oeste a partir da Linha Internacional de Data. Em 24 de agosto, um ciclone de superfície se desenvolveu nas proximidades da Ilha Wake. Uma extensa área de atividade de tempestade desorganizada desenvolveu-se inicialmente em seu lado sudoeste. À medida que a convecção se moveu para o oeste, o fluxo de saída de nível superior melhorou a nordeste de Guam. Um ciclone de nível médio bem definido passou ao norte da ilha na manhã de 26 de agosto. Um centro de baixo nível começou a se formar à medida que a área se movia a noroeste de Guam. No início da manhã de 27 de agosto, uma depressão tropical havia se formado a cerca de 600 km oeste-noroeste de Guam. O desenvolvimento continuou e o sistema se tornou uma tempestade tropical naquela noite. Movendo-se para oeste-noroeste, Agnes tornou-se um tufão na manhã de 29 de agosto. No dia seguinte, o tufão de intensificação passou 165 km sudoeste de Okinawa. Entrando em uma região de cisalhamento de vento vertical do norte hostil, Agnes começou a enfraquecer. Sua convecção central desapareceu quase completamente na manhã de 2 de setembro. Agnes permaneceu bem ao sul da Coreia até 3 de setembro, quando desencadeou uma chuva torrencial, a mais intensa do século 20 até então, quando 711,2 mm caiu sobre a península. Os restos mortais de Agnes passaram pelo Estreito da Coreia para o Mar do Japão em 4 de setembro. Um total de 139 vidas foram tiradas por Agnes.

### Tufão Bill
A perturbação inicial formou-se a cerca de 550 km leste-sudeste da Ilha Marcus em 1 de setembro. Um sistema compacto, com área de convecção central de 280 km de largura, Bill rapidamente se transformou em uma tempestade tropical em 3 de setembro e tufão em 4 de setembro. Sua pressão central era bastante alta para ventos dessa intensidade devido ao gradiente de pressão entre o ciclone e a cordilheira subtropical a nordeste. O tufão seguiu uma clássica trajetória parabólica ao redor da periferia da cordilheira subtropical a leste do Japão, enfraquecendo novamente em uma tempestade tropical em 7 de setembro. A transição extratropical rápida ocorreu quando Bill interagiu com o cinturão principal dos Alísios e, à meia-noite, Bill se tornou um ciclone extratropical.

### Tufão Clara (Rubing)
O cavado de monção gerou uma depressão tropical em 13 de setembro bem a leste das Filipinas. A depressão moveu-se para oeste-noroeste, tornando-se uma tempestade tropical em 16 de setembro e um tufão em 18 de setembro. Clara rapidamente se intensificou para ventos de pico de 220 km/h (120 kn) em 19 de setembro antes de passar pelo norte de Luzon. Com a circulação interrompida, o Clara enfraqueceu constantemente enquanto continuava para o noroeste, atingindo o sudeste da China no dia 21 como um tufão com ventos de 130 km/h (70 kn). Em Hong Kong, os ventos atingiram rajadas de 94 km/h (51 kn) em Cheung Chau. Clara causou grandes danos e 141 mortes, deixando milhares de desabrigados por causa das fortes chuvas.

### Tufão Doyle
Como Bill, Doyle era um pequeno tufão que passava sua vida sobre o Oceano Pacífico aberto. Sua perturbação inicial foi detectada pela primeira vez perto de 25° N, 178° L em 18 de setembro. O ciclone subiu à superfície enquanto se movia para o oeste, e Doyle se tornou uma tempestade tropical na tarde de 20 de setembro e um tufão no dia seguinte. Recurvando ao redor da cordilheira subtropical, Doyle acelerou rapidamente para nordeste, enfraquecendo em águas frias ao se fundir com uma zona frontal e se tornar um ciclone extratropical durante o início da manhã de 24 de setembro perto de de 39° N, 172° L.

### Tufão Elsie (Tasing)
A depressão das monções tornou-se difusa em 19 e 20 de setembro após os tufões Clara e Doyle. Uma pequena área de tempestade se formou perto de 8° N, 150° L no final da manhã de 22 de setembro, que lentamente se transformou em uma depressão tropical no início de 25 de setembro. O desenvolvimento foi estável em uma tempestade tropical mais tarde naquele dia, um tufão na manhã de 26 de setembro e um supertufão durante a tarde de 27 de setembro, mantendo essa intensidade em 30 de setembro. Elsie moveu-se em uma curva parabólica ao redor da cordilheira subtropical para nordeste e leste, movendo-se para a costa do Japão como um tufão em 1 e 2 de outubro. Em 2 de outubro, a interação com a depressão superior que levou à sua recurvatura também transformou o tufão em um ciclone extratropical.

### Depressão tropical Saling
Saling teve ventos de 56 km/h (35 mph) e teve duração curta.

### Tempestade tropical Fabian (Unsing)
Uma área de atividade de tempestade ativa, porém desorganizada, foi localizada a nordeste de Palau em 6 de outubro. Movendo-se para o oeste nos dias seguintes, houve poucas mudanças na organização até que se aproximou da Ilha Samar. Passando sobre as Filipinas, perdeu a convecção que tinha perto do centro, mas deixou cair chuvas muito fortes e inundações, embora não fosse aparente uma circulação de superfície. Assim que o distúrbio entrou no Mar do Sul da China, ele se desenvolveu novamente e atingiu a força da depressão tropical na tarde de 13 de outubro. Atravessou o mar e atingiu a baía de Cam Ranh, no Vietnã. Em 15 de outubro, o ciclone se dissipou no interior.

### Tufão Gay (Walding)
O sistema se formou dentro de uma área muito grande de atividade de tempestade. O sistema originalmente tinha um grande centro de circulação, o que gerava problemas na fixação de seu centro por meio de imagens de satélite. O desenvolvimento de um olho grande em 20 de outubro finalmente levou ao rastreamento de um centro de circulação mais definitivo e bem definido. O tufão trouxe alívio para as condições de seca em Okinawa, quando 150 mm de chuvas caíram há o centro de circulação de Gay deslocado por cerca de 175 km a sudeste. Enquanto continuava se movendo em direção ao Japão, o centro passou apenas 50 km de Tóquio, trazendo chuvas significativas para as porções centrais do arquipélago da ilha. O tufão finalmente se fundiu com um segundo sistema de baixa pressão movendo-se para o leste, para o norte do Japão.

### Depressão tropical
Este sistema foi reconhecido pelo Observatório Real de Hong Kong. Uma depressão tropical se formou no Mar da China Meridional em 7 de novembro e mudou-se para o interior do Vietnã no dia 10.

### Tufão Hazen (Yeyeng)
Uma perturbação tropical se desenvolveu ao longo de um vale a leste de Guam. Sua circulação melhorou e um centro de baixa pressão se formou em 13 de novembro. Tornou-se uma depressão tropical na manhã de 14 de novembro e uma tempestade tropical naquela noite. Movendo-se em uma rota geral para o oeste através do Pacífico ocidental, ele se moveu sobre o norte de Saipã na tarde de 15 de novembro, trazendo rajadas que se aproximavam da força do tufão. Hazen moveu-se cerca de 110 km ao norte de Guam antes de atingir a força do tufão no início de 16 de novembro. Sua intensidade flutuou em 17 e 18 de novembro quando Hazen interagiu com uma zona frontal próxima. Enfraquecendo ao se aproximar das Filipinas, Hazen moveu-se ao sul da Ilha de Catanduanes, entrando no Mar da China Meridional. Nunca se recuperando do arquipélago montanhoso, Hazen atingiu o Vietnã a cerca de 280 km a leste-nordeste de Hanói e se dissipou ao entrar no sudeste da China.

### Tufão Irma (Anding)
O Super tufão Irma se desenvolveu a partir da depressão quase equatorial em 17 de novembro. Como uma depressão tropical, dirigiu-se para o oeste e intensificou-se constantemente, primeiro para uma tempestade tropical em 19 de novembro, depois para um tufão em 20 de novembro. Irma rapidamente se fortaleceu em 22 de novembro para um super tufão com ventos máximos de 250 km/h (135 kn), mas seu escoamento foi interrompido pelas Filipinas a sudoeste. Irma atingiu o norte das Filipinas em 24 de novembro com ventos máximos sustentados de 157 km/h (85 kn) e enfraqueceu rapidamente em todo o país. Como uma tempestade tropical enfraquecida, Irma virou para nordeste, onde foi absorvida por uma frente fria em 27 de novembro. Um total de 409 fatalidades e $9 milhões em danos (1981 USD) pode ser atribuído ao tufão.

### Tempestade tropical Jeff (Binang)
Uma circulação de superfície distinta formada em 18 de novembro. Jeff tornou-se uma tempestade tropical em 23 de novembro na esteira de Irma e se aproximando de Guam. Ele navegou por uma quebra na cordilheira subtropical e se dissipou sobre águas mais frias em 26 de novembro devido ao aumento do cisalhamento vertical do vento no sul do Japão.

### Tufão Kit (Kadiang)
Um ciclone tropical forte e duradouro em dezembro, o centro inicial de baixo nível para o sistema formado a sudoeste de Pohnpei em 4 de dezembro. Em 7 de dezembro, mudou-se para o sudoeste de Truk sem mais desenvolvimento. Na manhã de 10 de dezembro, sua estrutura estava melhorando e, na tarde seguinte, formaram-se depressões tropicais. No final de 11 de dezembro, evoluiu para uma tempestade tropical. Um sistema de movimento lento, Kit mudou de noroeste para oeste, passando ao sul de Guam sem nenhum desenvolvimento adicional. A intensificação foi retomada nos dois dias seguintes, atingindo seu primeiro pico de intensidade em 16 de dezembro. A tempestade moveu-se abruptamente para o norte pela segunda vez em um ritmo lento antes de retomar seu movimento para o oeste devido a uma onda de nordeste nos ventos alísios. A reintensificação ocorreu quando a calha superior ao seu norte atuou como um canal de escoamento. Kit atingiu seu pico de intensidade na noite de 17 de dezembro, antes que o aumento do oeste começasse a enfraquecer o ciclone. Em 20 de dezembro, a circulação de superfície começou a emergir ao sul de sua convecção central. Depois disso, Kit foi conduzido pelo fluxo de baixo nível para o sul e sudoeste como um convés de estratocúmulos. Em 21 de dezembro. Kit tornou-se uma depressão tropical mais uma vez e à tarde já não se qualificava como um ciclone tropical. No final de 22 de dezembro, o redemoinho de nuvens de baixo nível moveu-se para Mindanao antes de se dissipar.

### Tufão Lee (Dinang)
Enquanto Kit estava se dissipando no oeste do Mar das Filipinas em 21 de dezembro, uma área perturbada do clima se organizou a oeste de Truk. Fortes ventos do norte anteriormente desviados para Kit fecharam uma parte do cavado de monção, com ventos quase fortes envolvendo a convecção. O desenvolvimento continuou e, na tarde de 22 de dezembro, o sistema foi classificado como uma depressão tropical. O status de tempestade tropical foi alcançado naquela noite. Movendo-se para oeste-noroeste, Lee se intensificou rapidamente em um tufão em 23 de dezembro e atingiu seu pico de intensidade em 24 de dezembro. O enfraquecimento rápido começou quando Lee cruzou as Filipinas, e o ciclone voltou a ser uma tempestade tropical em 25 de dezembro (dia de Natal). Em 28 de dezembro, toda a convecção do ciclone foi removida bem a leste do centro de circulação devido ao cisalhamento do vento vertical de oeste moderado a forte. Virando para o norte, Lee se dissipou como um ciclone tropical em torno de 280 km ao sul de Hong Kong. Um total de 188 morreram durante a passagem do ciclone.

## Nomes das tempestades
Durante a temporada, 28 ciclones tropicais nomeados se desenvolveram no Pacífico Ocidental e foram nomeados pelo Joint Typhoon Warning Center, quando foi determinado que eles haviam se tornado tempestades tropicais. Esses nomes foram contribuídos para uma lista revisada que começou em 1979.
| Freda   | Gerald | Holly | Ike  | June  | Kelly | Lynn  | Maury  | Nina | Odgen | Phyllis | Roy  | Susan | Thad |
| Vanessa | Warren | Agnes | Bill | Clara | Doyle | Elsie | Fabian | Gay  | Hazen | Irma    | Jeff | Kit   | Lee  |

### Filipinas
| Atring         | Bining  | Kuring  | Daling | Elang                              |
| Goring         | Huling  | Ibiang  | Luming | Miling                             |
| Narsing        | Openg   | Pining  | Rubing | Saling                             |
| Tasing         | Unsing  | Walding | Yeyeng |                                    |
| Lista auxiliar |         |         |        |                                    |
|                |         |         |        | Anding                             |
| Binang         | Kadiang | Dinang  | Epang  | Gundang (sem usar) (sem ser usado) |

A Administração de Serviços Atmosféricos, Geofísicos e Astronômicos filipinos usa seu próprio esquema de nomenclatura para ciclones tropicais em sua área de responsabilidade. A PAGASA atribui nomes às depressões tropicais que se formam dentro de sua área de responsabilidade e a qualquer ciclone tropical que possa se mover para dentro de sua área de responsabilidade. Caso a lista de nomes para um determinado ano se revele insuficiente, os nomes são retirados de uma lista auxiliar, os primeiros 6 dos quais são publicados todos os anos antes do início da temporada. Os nomes não retirados desta lista serão usados novamente na temporada de 1985. Esta é a mesma lista usada na temporada de 1977. A PAGASA usa seu próprio esquema de nomenclatura que começa no alfabeto filipino, com nomes de mulheres filipinas terminando com "ng" (A, B, K, D, etc.). Os nomes que não foram atribuídos/vão ser usados são marcados em cinzento.

### Aposentadoria
Não se sabe, mas possivelmente devido a danos, o nome Hazen foi aposentado e posteriormente substituído por Hal, que foi usado pela primeira vez na temporada de 1985.

## Efeitos sazonais
Esta tabela listará todas as tempestades que se desenvolveram no noroeste do Oceano Pacífico a oeste da Linha Internacional de Data e ao norte do equador durante 1981. Incluirá sua intensidade, duração, nome, áreas afetadas, mortes e danos totais. Os valores de classificação e intensidade serão baseados em estimativas realizadas pela JMA, JTWC e/ou PAGASA. As velocidades máximas do vento estão em padrões sustentados de dez minutos, a menos que indicado de outra forma. Todos os números de danos serão em 1981 USD. Danos e mortes de uma tempestade incluirão quando a tempestade foi uma onda precursora ou uma baixa extratropical.
| Nome                | Datas ativo                              | Classificação máxima       | Velocidade de vento sustentados | Pressão               | Áreas afetadas                                                   | Danos (USD)  | Fatalidades  | Refs |
| ------------------- | ---------------------------------------- | -------------------------- | ------------------------------- | --------------------- | ---------------------------------------------------------------- | ------------ | ------------ | ---- |
| Atring              | 14–15 de fevereiro                       | Depressão tropical         | 55 km/h (35 mph)                | 1006 hPa (29.71 inHg) | Nenhum                                                           | Nenhum       | Nenhum       |      |
| Freda               | 12–18 de março                           | Tufão                      | 165 km/h (105 mph)              | 945 hPa (27.91 inHg)  | Ilhas Marshall, Wake Island                                      | Nenhum       | Nenhum       |      |
| Gerald              | 15–23 de abril                           | Tempestade tropical severa | 110 km/h (70 mph)               | 980 hPa (28.94 inHg)  | Ilhas Carolinas, Ilhas Marianas                                  | Nenhum       | Nenhum       |      |
| Holly               | 29 de abril – 8 de maio                  | Tempestade tropical        | 85 km/h (50 mph)                | 996 hPa (29.42 inHg)  | Ilhas Marshall, Ilhas Carolinas                                  | Nenhum       | Nenhum       |      |
| Ike (Bining)        | 8–17 de junho                            | Tempestade tropical severa | 110 km/h (70 mph)               | 965 hPa (28.50 inHg)  | China, Taiwan, Ilhas Ryukyu                                      | Desconhecido | 8            |      |
| TD                  | 11–13 de junho                           | Depressão tropical         | Não definido                    | 1000 hPa (29.53 inHg) | Nenhum                                                           | Nenhum       | Nenhum       |      |
| June (Kuring)       | 15–23 de junho                           | Tufão                      | 130 km/h (80 mph)               | 965 hPa (28.50 inHg)  | Taiwan, Filipinas, Japão                                         | Desconhecido | Nenhum       |      |
| TD                  | 16 de junho                              | Depressão tropical         | Não definido                    | 1004 hPa (29.65 inHg) | Filipinas                                                        | Nenhum       | Nenhum       |      |
| Kelly (Daling)      | 27 de junho – 6 de julho                 | Tempestade tropical severa | 110 km/h (70 mph)               | 975 hPa (28.79 inHg)  | Filipinas, China meridional, Vietname                            | $7 920 000   | 192          |      |
| Lynn (Elang)        | 2–7 de julho                             | Tempestade tropical severa | 100 km/h (65 mph)               | 985 hPa (29.09 inHg)  | Filipinas, China meridional                                      | Nenhum       | 22           |      |
| Goring              | 7–9 de julho                             | Depressão tropical         | 55 km/h (35 mph)                | 1004 hPa (29.65 inHg) | Nenhum                                                           | Nenhum       | Nenhum       |      |
| TD                  | 15–17 de julho                           | Depressão tropical         | Não definido                    | 1004 hPa (29.65 inHg) | Filipinas, Taiwan                                                | Nenhum       | Nenhum       |      |
| Maury (Huling)      | 17–21 de julho                           | Tempestade tropical severa | 95 km/h (60 mph)                | 985 hPa (29.09 inHg)  | Taiwan, Ilhas Ryukyu, China                                      | Nenhum       | 38           |      |
| TD                  | 20–22 de julho                           | Depressão tropical         | Não definido                    | 1004 hPa (29.65 inHg) | Nenhum                                                           | Nenhum       | Nenhum       |      |
| Nina (Ibiang)       | 21–24 de julho                           | Tempestade tropical        | 75 km/h (45 mph)                | 992 hPa (29.29 inHg)  | Nenhum                                                           | Nenhum       | Nenhum       |      |
| Ogden               | 26 de julho – 1 de agosto                | Tempestade tropical severa | 95 km/h (60 mph)                | 975 hPa (28.79 inHg)  | Japão, Coreia do Sul                                             | Nenhum       | Nenhum       |      |
| Luming              | 31 de julho – 1 de agosto                | Depressão tropical         | 45 km/h (30 mph)                | 1000 hPa (29.53 inHg) | Nenhum                                                           | Nenhum       | Nenhum       |      |
| 11W                 | 1–2 de agosto                            | Tempestade tropical        | 75 km/h (45 mph)                | 988 hPa (29.17 inHg)  | Ilhas Marianas                                                   | Nenhum       | Nenhum       |      |
| TD                  | 2–6 de agosto                            | Depressão tropical         | 55 km/h (35 mph)                | 992 hPa (29.29 inHg)  | Ilhas Marianas                                                   | Nenhum       | Nenhum       |      |
| Phyllis             | 2–5 de agosto                            | Tempestade tropical severa | 100 km/h (65 mph)               | 975 hPa (28.79 inHg)  | Nenhum                                                           | Nenhum       | Nenhum       |      |
| Roy (Miling)        | 2–11 de agosto                           | Tempestade tropical        | 85 km/h (50 mph)                | 985 hPa (29.09 inHg)  | Nenhum                                                           | Nenhum       | Nenhum       |      |
| Susan               | 6–5 de agosto                            | Tempestade tropical severa | 110 km/h (70 mph)               | 980 hPa (28.94 inHg)  | Nenhum                                                           | Nenhum       | Nenhum       |      |
| TD                  | 6–7 de agosto                            | Depressão tropical         | Não definido                    | 1004 hPa (29.25 inHg) | Ilhas Marianas                                                   | Nenhum       | Nenhum       |      |
| TD                  | 8–9 de agosto                            | Depressão tropical         | 55 km/h (35 mph)                | 1002 hPa (29.59 inHg) | Filipinas                                                        | Nenhum       | Nenhum       |      |
| TD                  | 14–16 de agosto                          | Depressão tropical         | Não definido                    | 998 hPa (29.47 inHg)  | Ilhas Marianas                                                   | Nenhum       | Nenhum       |      |
| Thad (Openg)        | 15–23 de agosto                          | Tufão                      | 130 km/h (80 mph)               | 955 hPa (28.20 inHg)  | Japão                                                            | Desconhecido | 31           |      |
| Vanessa             | 16–20 de agosto                          | Tempestade tropical severa | 95 km/h (60 mph)                | 980 hPa (28.94 inHg)  | Nenhum                                                           | Nenhum       | Nenhum       |      |
| Warren              | 16–20 de agosto                          | Tempestade tropical        | 85 km/h (50 mph)                | 985 hPa (29.09 inHg)  | Nenhum                                                           | Nenhum       | Nenhum       |      |
| TD                  | 17 de agosto                             | Depressão tropical         | Não definido                    | 1002 hPa (29.59 inHg) | Nenhum                                                           | Nenhum       | Nenhum       |      |
| TD                  | 17 de agosto                             | Depressão tropical         | Não definido                    | 1000 hPa (29.53 inHg) | Nenhum                                                           | Nenhum       | Nenhum       |      |
| TD                  | 25 de agosto                             | Depressão tropical         | Não definido                    | 1006 hPa (29.71 inHg) | Nenhum                                                           | Nenhum       | Nenhum       |      |
| Agnes (Pining)      | 25 de agosto – 3 de setembro             | Tufão                      | 150 km/h (90 mph)               | 950 hPa (28.05 inHg)  | Ilhas Marianas, Japão, China Oriental, Coreian Peninsula         | $135 000 000 | 159          |      |
| Bill                | 1–23 de setembro                         | Tufão                      | 140 km/h (85 mph)               | 960 hPa (28.35 inHg)  | Nenhum                                                           | Nenhum       | Nenhum       |      |
| TD                  | 2–4 de setembro                          | Depressão tropical         | Não definido                    | 1006 hPa (29.71 inHg) | Nenhum                                                           | Nenhum       | Nenhum       |      |
| Clara (Rubing)      | 13–23 de setembro                        | Tufão                      | 185 km/h (115 mph)              | 925 hPa (27.32 inHg)  | Ilhas Carolinas, Filipinas, China, Taiwan                        | Desconhecido | 141          |      |
| Doyle               | 19–23 de setembro                        | Tufão                      | 130 km/h (80 mph)               | 965 hPa (28.50 inHg)  | Nenhum                                                           | Nenhum       | Nenhum       |      |
| TD                  | 22–24 de setembro                        | Depressão tropical         | Não definido                    | 1008 hPa (29.77 inHg) | Ilhas Ryukyu                                                     | Nenhum       | Nenhum       |      |
| TD                  | 22–24 de setembro                        | Depressão tropical         | Não definido                    | 1000 hPa (29.53 inHg) | China meridional                                                 | Nenhum       | Nenhum       |      |
| Elsie (Tasing)      | 23 de setembro – 2 de outubro            | Tufão                      | 220 km/h (140 mph)              | 895 hPa (26.43 inHg)  | Ilhas Carolinas, Ilhas Marianas                                  | Nenhum       | Nenhum       |      |
| Saling              | 24–27 de setembro                        | Depressão tropical         | 55 km/h (35 mph)                | 1006 hPa (29.71 inHg) | Filipinas                                                        | Nenhum       | Nenhum       |      |
| Fabian (Unsing)     | 10–15 de outubro                         | Tempestade tropical        | 85 km/h (50 mph)                | 994 hPa (29.35 inHg)  | Filipinas, Vietname                                              | Nenhum       | Nenhum       |      |
| Gay (Walding)       | 14–23 de outubro                         | Tufão                      | 155 km/h (100 mph)              | 950 hPa (28.05 inHg)  | Ilhas Carolinas, Ilhas Marianas, Japão                           | Nenhum       | Nenhum       |      |
| TD                  | 15 de outubro                            | Depressão tropical         | Não definido                    | 998 hPa (29.47 inHg)  | Ilhas Carolinas                                                  | Nenhum       | Nenhum       |      |
| TD                  | 21 de outubro                            | Depressão tropical         | Não definido                    | 1006 hPa (29.71 inHg) | Ilhas Carolinas                                                  | Nenhum       | Nenhum       |      |
| TD                  | 6–9 de novembro                          | Depressão tropical         | Não definido                    | 1006 hPa (29.71 inHg) | Ilhas Marianas                                                   | Nenhum       | Nenhum       |      |
| TD                  | 9–11 de novembro                         | Depressão tropical         | Não definido                    | 1002 hPa (29.59 inHg) | Vietname                                                         | Nenhum       | Nenhum       |      |
| Hazen (Yeyeng)      | 13–21 de novembro                        | Tufão                      | 130 km/h (80 mph)               | 955 hPa (28.20 inHg)  | Ilhas Carolinas, Ilhas Marianas, Filipinas, China meridional     | Desconhecido | Desconhecido |      |
| Irma (Anding)       | 18–27 de novembro                        | Tufão                      | 205 km/h (125 mph)              | 905 hPa (26.72 inHg)  | Ilhas Carolinas, Ilhas Marianas, Filipinas, Taiwan, Ilhas Ryukyu | $63 300 000  | 595          |      |
| Jeff (Binang)       | 20–26 de novembro                        | Tempestade tropical        | 75 km/h (45 mph)                | 1000 hPa (29.53 inHg) | Ilhas Carolinas                                                  | Nenhum       | Nenhum       |      |
| TD                  | 7–8 de dezembro                          | Depressão tropical         | Não definido                    | 1004 hPa (29.65 inHg) | Vietname                                                         | Nenhum       | Nenhum       |      |
| Kit (Kadiang)       | 9–22 de dezembro                         | Tufão                      | 185 km/h (115 mph)              | 925 hPa (27.32 inHg)  | Ilhas Carolinas, Ilhas Marianas                                  | Nenhum       | Nenhum       |      |
| Lee (Dinang)        | 22–29 de dezembro                        | Tufão                      | 150 km/h (90 mph)               | 950 hPa (28.05 inHg)  | Ilhas Carolinas, Ilhas Marianas, Filipinas, China meridional     | $74 000 000  | 78           |      |
| Totais da temporada |                                          |                            |                                 |                       |                                                                  |              |              |      |
| 52 systems          | 14 de fevereiro – 29 de dezembro de 1981 |                            | 220 km/h (140 mph)              | 895 hPa (26.43 inHg)  |                                                                  | $280 220 000 | 1,264        |      |